# طب السل

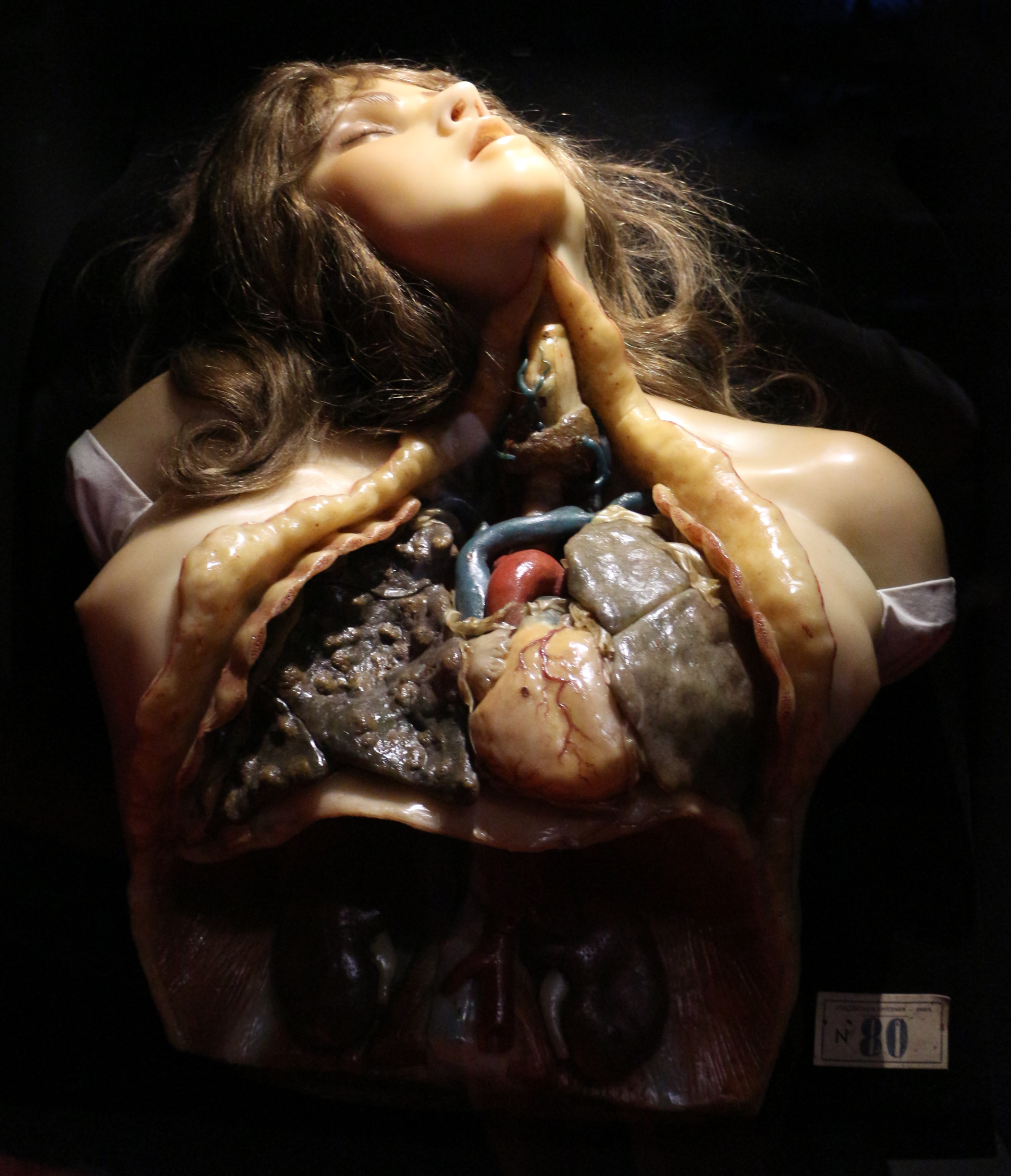

طب السل أو مبحث السل (بالإنجليزية: Phthisiology)‏ هوَ علم يَختص برعاية وَعلاج ودراسة السل في الرئة، ويُعتبر واحد من تخصصات طب الرئة.